# جوی سلوک
جوی سلوک (به لاتین: Joy-i Saluk) یک منطقهٔ مسکونی در افغانستان است که در ولسوالی خواهان واقع شده‌است.